# DDR-Meisterschaften im Boxen 1973
Die DDR-Meisterschaften im Boxen wurden 1973 zum 25. Mal ausgetragen. Das Finale fand am 25. Februar in Gera statt. Mit Günter Radowski, Ulrich Beyer, Manfred Weidner, Peter Tiepold, Bernd Wittenburg und Ottomar Sachse konnten sechs Boxer ihren Titel aus dem Vorjahr verteidigen.

## Endergebnisse
| Gewichtsklasse                  | Gold                                      | Silber                                   | Bronze                                    | Bronze                                       |
| Halbfliegengewicht (bis 48 kg)  | Dietmar Geilich Motor Görlitz             | Erhard Breffke BSG Stahl Hennigsdorf     | Peter Schilling SC Leipzig                | Jürgen Schultz SC Traktor Schwerin           |
| Fliegengewicht (bis 51 kg)      | Klaus Gertenbach TSC Berlin               | Wolfgang Liebing SC Cottbus              | Montag SC Leipzig                         | Günter Haring ASG Vorwärts Halle             |
| Bantamgewicht (bis 54 kg)       | Günter Grabbe SC Chemie Halle             | Reiner Langer TSC Berlin                 | Detlef Scherpke ASK Vorwärts Frankfurt/O. | Gerd Piesold SG Wismut Gera                  |
| Federgewicht (bis 57 kg)        | Stefan Förster SC Karl-Marx-Stadt         | Hartmut Helmbold SG Wismut Gera          | Willi Ramin SC Traktor Schwerin           | Christian Zornow SC Traktor Schwerin         |
| Leichtgewicht (bis 60 kg)       | Günter Radowski ASK Vorwärts Frankfurt/O. | Karl-Heinz Felgner BSG Stahl Hennigsdorf | Bernhard Jochheim SC Chemie Halle         | Bernd Rosomkiewicz ASK Vorwärts Frankfurt/O. |
| Halbweltergewicht (bis 63,5 kg) | Ulrich Beyer ASK Vorwärts Frankfurt/O.    | René Müller TSC Berlin                   | Hans-Dieter Jacob SG Wismut Gera          | Siegfried Vogelreuter SC Leipzig             |
| Weltergewicht (bis 67 kg)       | Manfred Weidner SC Traktor Schwerin       | Peter Spilski SC Dynamo Berlin           | Holger Klotzsch SC Karl-Marx-Stadt        | Bohn SC Traktor Schwerin                     |
| Halbmittelgewicht (bis 71 kg)   | Peter Tiepold SC Dynamo Berlin            | Manfred Wolke ASK Vorwärts Frankfurt/O.  | Helmut Zimmermann SC Traktor Schwerin     | Klaus Werner SC Leipzig                      |
| Mittelgewicht (bis 75 kg)       | Bernd Wittenburg SC Dynamo Berlin         | Wolfgang Heimann SC Dynamo Berlin        | Detlef Strassburg SC Chemie Halle         | Peter Urbach ASG Vorwärts Dranske            |
| Halbschwergewicht (bis 81 kg)   | Ottomar Sachse SC Chemie Halle            | Reinhard Fischer SC Traktor Schwerin     | Jürgen Gorniatzek SG Wismut Gera          | Dietmar Ries SC Leipzig                      |
| Schwergewicht (über 81 kg)      | Knut Anders TSC Berlin                    | Jürgen Fanghänel SC Karl-Marx-Stadt      | Töpel SG Wismut Gera                      | Eckhard Findeisen SC Traktor Schwerin        |

## Medaillenspiegel
| Platz | Verein | Verein                    | Gold | Silber | Bronze | Total |
| ----- | ------ | ------------------------- | ---- | ------ | ------ | ----- |
| 1     |        | TSC Berlin                | 2    | 2      | 1      | 5     |
| 2     |        | SC Dynamo Berlin          | 2    | 2      | –      | 4     |
| 3     |        | ASK Vorwärts Frankfurt/O. | 2    | 1      | 2      | 5     |
| 4     |        | SC Chemie Halle           | 2    | –      | 1      | 3     |
| 5     |        | SC Traktor Schwerin       | 1    | 1      | 6      | 8     |
| 6     |        | SC Karl-Marx-Stadt        | 1    | 1      | 1      | 3     |
| 7     |        | Motor Görlitz             | 1    | –      | –      | 1     |
| 8     |        | BSG Stahl Hennigsdorf     | –    | 2      | –      | 2     |
| 9     |        | SG Wismut Gera            | –    | 1      | 4      | 5     |
| 100   |        | SC Cottbus                | –    | 1      | –      | 1     |
| 110   |        | SC Leipzig                | –    | –      | 5      | 5     |
| 120   |        | ASG Vorwärts Dranske      | –    | –      | 1      | 1     |
| 120   |        | ASG Vorwärts Halle        | –    | –      | 1      | 1     |
|       | Total  | Total                     | 11   | 11     | 22     | 44    |